# 上穆爾賈國家公園
上穆爾賈國家公園（義大利語：Parco Nazionale dell'Alta Murgia）是位於義大利南部阿奎拉地區的一個國家公園。上穆爾賈國家公園成立於2004年，位於穆爾賈地區。穆爾賈地區的最大城市普利亞格拉維納位於國家公園的範圍之內。上穆爾賈國家公園面積677.39平方公里。